# Christopher Campbell
Christopher Campbell (Nueva Jersey, Estados Unidos, 9 de septiembre de 1954) es un deportista estadounidense retirado especialista en lucha libre olímpica donde llegó a ser medallista de bronce olímpico en Barcelona 1992.

## Carrera deportiva
En los Juegos Olímpicos de 1992 celebrados en Barcelona ganó la medalla de bronce en lucha libre olímpica de pesos de hasta 90 kg, tras el luchador Makharbek Khadartsev (oro) del Equipo Unificado y turco Kenan Şimşek (plata).